# RAISE
『RAISE』（レイズ）は、新谷かおるによる日本の漫画作品。2004年に少年画報社発行の『ヤングキング別冊キングダム』にて連載が開始され、同年2・5・8・11・12号に掲載。同誌の休刊後に同社『ヤングキングアワーズ』に移籍し、2005年7月号・10月号、2006年1月号・4月号・8月号・11月号、2007年3月号・6月号まで不定期連載。単行本はヤングキングコミックスより全3巻。

## 概要
1943年、第二次世界大戦最中の欧州西部戦線において、イギリス本土に展開し対独爆撃任務に就くアメリカ陸軍航空隊所属の重爆撃機B-17「プリズン・レディ」とその乗組員たちの戦いを描く、『戦場ロマン・シリーズ』以来の新谷ワールド。
登場人物のうち、一部のサブキャラクターには作者独特のスターシステムが採用されている。イギリス情報部のバーンズ少佐は、フィクサーないしエージェントの役割を果たすストックキャラクターであり、「火付けの柳」として新谷かおるの作品にたびたび登場している（キャラクター誕生の由来は「新谷かおる#アシスタント」参照）。また、コミックス1巻にゲストキャラクターとして登場する「シルバーゴースト」のアーノルド機長は、同作者による『ALICE12』では民間貨物機のモーガン機長、『クレオパトラD.C.』ではビルギッタ・マーシーの父親、『砂の薔薇』では傭兵部隊のアーノルド隊長として登場している。
タイトルとなっているRAISEはポーカーで賭け金を吊り上げることを指し（ポーカー#ベット参照）、爆弾の投弾開始の際のスタンレー機長の掛け声となっている。

## 登場人物

### 連合国

#### アメリカ陸軍航空隊

##### プリズンレディ
作品の舞台となるB-17の愛称。ノーズアートには、横縞の囚人服を着て、足首に鉄鎖と鉄球を付けた女性が描かれている。主人公のスタンレーをはじめ、この機体の搭乗クルー全員が命令無視・上官反抗等のトラブルを起こしており、軍法会議での判決（銃殺刑）の回避を条件として、爆撃任務に就き続けることとなった（懲罰部隊）。初連載時のノーズアートはスタンレーが描いたものであったが、お世辞にも見られるものではなかった（落書きに等しかった）ため、整備兵によって前述のものに描き換えられた。
スタンレー（バーニー）（階級：大尉、プリズンレディ機長）
アメリカ陸軍大尉。本作の主人公。ぶん殴った上官が心臓麻痺で死亡してしまい、戦争終結か戦死するまで降りられないクルーの寄り集まったB-17プリズンレディの機長となった。ロンドンのBAR『HEAVEN』のアマンダにはバーニーと呼ばれている。
通常、爆撃機乗りは25回のミッションを完了すると除隊、あるいは爆撃任務を離れることができるが、スタンレー等は既に30回以上の任務をこなし、生き残っている。類まれな判断力と、任務遂行能力に恵まれ、部下の信頼も厚い。作中では、上官を殴った理由は描かれていないが、プリズンレディの機長となった後の直属の上官からも深い信頼を寄せられている。
任務を「仕事（ジョブ）」と呼び、無茶な作戦指示（部下たちは「ババ引いた」と称している）も淡々とこなし、生存する。
戦後はアマンダと結婚。軍を退役した後、ロンドン在住。ブリティッシュ・エア・ラインのパイロットとなる。
バック（階級：中尉、プリズンレディ副機長）
前任地の司令官の娘を妊娠させたと作中では説明されているが、詳細と真偽は定かではない。クルー一番の優男だが、僚機がドイツ軍の88mm対空砲の直撃を喰らい墜落しても、冗談を言う肝の太い一面も見せる。
戦後は先述の娘かは不明だが、結婚。スタンレーの旅客便の副機長となる。ボストンに自宅を構えており、アメリカ-イギリスを行き来する仕事で宿泊先として融通仕合っている。
アドルフ・ゼンハイザー（フューラー）（階級：上級軍曹、上部銃座手および航空機関士）
ドイツ系アメリカ人。アドルフ・ヒトラーとファーストネームが同じため、フューラー（総統）とアダ名されている。ポーカーがやたらと強く、いつも爆撃機乗りから金を巻き上げているが、その金は戦死した同僚の家族への送金に宛てられている。
戦後は故郷の牧場を継ぎ、結婚。円満かつ子だくさんな家庭を儲ける。
マックス（階級：不明、爆撃手）
クリス（階級：軍曹、側方銃座手）
ジョン（階級：不明、側方銃座手）
テッド（階級：不明、航法士）
チャーリー（階級：不明、尾部銃座手）
ティム（階級：不明、下部銃座手）
ジェフ（階級：不明、作中で描写がなく不明）

##### シルバー・ゴースト
「鎌を構えた死神」のノーズアートをもつB17。クルーは軍籍を剥奪された傭兵扱いで賠償金（借金）支払いの義務もあるという。爆撃任務時以外はドーバー海峡でUボート狩りなどをして稼いでいる。
モーガン
シルバーゴーストの機長。頭頂部が禿げた親父でサングラスとヒゲがトレードマーク。優秀な飛行機乗りだが、品性には多分に問題を抱えている。大戦中の借金は完済したが、戦後に備品の横流しがバレて新たな借金を負った。爆撃任務から輸送任務になったことで若干進歩したらしい。
『ALICE12』などにも同名で登場しているスター・システムキャラ。

#### イギリス情報部
グラハム・バーンズ（階級：少佐）
イギリス情報部の諜報員で、軍事情報収集や破壊工作に従事しており、プリズンレディやスタンレーと関わりを持つ。戦後は再編された情報部において中佐に昇進し、コードネーム「001」を拝命する。
局長
バーンズの上司で、イギリス情報部を統括している。戦後は再編された情報部においてコードネーム「M」となる。
女性諜報員
氏名不詳。パリで情報収集を行っていた諜報員。戦後はバーンズの妻になり引退。優秀な諜報員だったようで、局長は引退を嘆いていた。
ジェームズ・ボンド
再編された情報部においてバーンズの部下になった新人諜報員。コードネームは「007」。単行本3巻の巻末に後日談を描いたコミックス描き下しオマケ漫画にのみ登場する。

### 枢軸国

#### ドイツ空軍（ルフトヴァッフェ）
以下のパイロットは実験部隊に所属。装備機のBf109には水メタノール噴射装置やニトロチャージャーが試験的に搭載されており、それに伴う発動機の焼きつき防止のため、ピストンに特殊加工が施されるなど、高性能機になっている。機体性能は高いが、標準的な部品が使用でず整備性が悪かったり、チャージャーの使用時間に制限があり、制限を超えるとエンジンが爆発するといったような不具合も併せ持つ。
ハイネマン（階級：少佐）
上述のように各種実験技術を装備したメッサーシュミットBf109（型については作中では明言されていない）を駆るエースパイロット。赤いスペードの『A』を機体側面に書き込んでいる。スタンレーの好敵手。撃墜数60機以上（爆撃機の撃墜を含む）を誇るエース。ドイツ本土まで空襲にさらされる戦況に悲哀を感じながらも、現実を全て受け入れている紳士的な生粋の軍人。ナチ党については、あまり快く思ってはいない。
戦後は西ドイツにて企業を起こす。部隊で培った技術を「焦げ付かないフライパン」などの民生品製造に転用し、密閉容器なども開発している。企業のマークもBf109のパーソナルマークを流用している。
ハンス・ミューラー（階級：中尉）
ハイネマンの腹心で、ハイネマンを尊敬している。赤いダイヤの『A』のメッサーシュミットBf109に搭乗している。戦後はハイネマンの会社に勤務しながらメルセデスと交際中。
作者のラリーレース作品『NAVI』では主人公・日下龍介を演じているほか『砂の薔薇』を始めとした各作品にモブ・ゲストキャラとして登場しているキャラクター。
エーリッヒ（階級：不明）
ハイネマンの部下。赤いクラブの『A』のメッサーシュミットBf109に搭乗している。腕前はともかく同小隊の中では被弾の描写が多くエンジンに被弾したり、プリズンレディの策によってBf109のラジエーターを撃ち抜かれ不時着したこともある。
メルセデス・ローゼンマイヤー（階級：中尉）
ハイネマンの姪。赤いハートの『A』のメッサーシュミットBf109に搭乗している。叔父やハンスたちに劣らぬ才能の持ち主だが、勝ち気すぎて先走る傾向がある。戦後はハイネマンの会社で営業を務めながらハンスと交際中。

## 書誌情報
- 新谷かおる 『RAISE』 少年画報社〈ヤングキングコミックス〉 全3巻
  1. 2005年1月26日発売 ISBN 4-7859-2508-6
  2. 2006年6月28日発売 ISBN 4-7859-2648-1
    - 特装版 ISBN 978-4-7859-2649-6
プリズンレディの描き下ろしノーズアートが描かれたペーパークラフト（翼幅200mm、全長200mm）が付録

  3. 2007年8月27日発売 ISBN 978-4-7859-2818-6